# Последовательность Аппеля
Последовательность Аппеля — последовательность многочленов {\displaystyle \{p_{n}(x)\}_{n=0,1,2,\ldots }} удовлетворяющая тождеству:
{\displaystyle {\frac {d}{dx}}p_{n}(x)=np_{n-1}(x)},
в которой {\displaystyle p_{0}(x)} — ненулевая константа.
Названа по имени Поля Эмиля Аппеля. Среди наиболее известных последовательностей Аппеля, помимо тривиального примера {\displaystyle \{x^{n}\}}, — многочлены Эрмита, многочлены Бернулли и многочлены Эйлера. Каждая последовательность Аппеля является последовательностью Шеффера, но в общем случае последовательности Шеффера не являются последовательностями Аппеля. Последовательности Аппеля имеют вероятностную интерпретацию как системы моментов.

## Эквивалентные определения
Следующие условия на последовательностях многочленов эквивалентны определению последовательности Аппеля:
- для некоторой последовательности {\displaystyle \{c_{n}\}_{n=0}^{\infty }} скаляров с {\displaystyle c_{0}\neq 0}:
{\displaystyle p_{n}(x)=\sum _{k=0}^{n}{\binom {n}{k}}c_{k}x^{n-k}};
- для той же последовательности скаляров:
{\displaystyle p_{n}(x)=\left(\sum _{k=0}^{\infty }{\frac {c_{k}}{k!}}D^{k}\right)x^{n}}, где {\displaystyle D={\frac {d}{dx}}};
- для {\displaystyle n=0,1,2,\ldots }:
{\displaystyle p_{n}(x+y)=\sum _{k=0}^{n}{\binom {n}{k}}p_{k}(x)y^{n-k}}.

## Рекурсивное задание
Если:
{\displaystyle p_{n}(x)=\left(\sum _{k=0}^{\infty }{c_{k} \over k!}D^{k}\right)x^{n}=Sx^{n}},
где последнее равенство определяет линейный оператор {\displaystyle S} на пространстве многочленов от {\displaystyle x}, и:
{\displaystyle T=S^{-1}=\left(\sum _{k=0}^{\infty }{\frac {c_{k}}{k!}}D^{k}\right)^{-1}=\sum _{k=1}^{\infty }{\frac {a_{k}}{k!}}D^{k}}
— обратный оператор, где коэффициенты {\displaystyle a_{k}} являются коэффициентами обратного формального степенного ряда, так что:
{\displaystyle Tp_{n}(x)=x^{n}\,},
(в терминологии теневого исчисления часто используют формальный степенной ряд {\displaystyle T} вместо самой последовательности Аппеля {\displaystyle p_{n}}), то имеет место:
{\displaystyle \ln T=\ln \left(\sum _{k=0}^{\infty }{\frac {a_{k}}{k!}}D^{k}\right)}
используя обычное разложение ряда для логарифма {\displaystyle \ln(x)} и обычное определение композиции формальных рядов. Откуда следует:
{\displaystyle p_{n+1}(x)=(x-(\ln T)')p_{n}(x)}.
(Это формальное дифференцирование ряда по дифференциальному оператору {\displaystyle D} является примером производной Пинкерле).
В случае многочленов Эрмита это сводится к обычной рекурсивной формуле для этой последовательности.

## Подгруппа многочленов Шеффера
Множество всех последовательностей Шеффера замкнуто относительно операции теневой композиции полиномиальных последовательностей, определяемой следующим образом. Пусть {\displaystyle \{p_{n}(x)\colon n=0,1,2,\ldots \}} и {\displaystyle \{q_{n}(x)\colon n=0,1,2,\ldots \}} — полиномиальные последовательности, заданные следующим образом:
{\displaystyle p_{n}(x)=\sum _{k=0}^{n}a_{n,k}x^{k}{\text{ и }}q_{n}(x)=\sum _{k=0}^{n}b_{n,k}x^{k}}.
Тогда теневая композиция {\displaystyle p\circ q} — это последовательность многочленов, {\displaystyle n}-й член которой имеет вид:
{\displaystyle (p_{n}\circ q)(x)=\sum _{k=0}^{n}a_{n,k}q_{k}(x)=\sum _{0\leqslant \ell \leqslant k\leqslant n}a_{n,k}b_{k,\ell }x^{\ell }}
(подстрочный индекс {\displaystyle n} появляется в {\displaystyle p_{n}}, поскольку это {\displaystyle n}-й член этой последовательности, но не в {\displaystyle q}, поскольку {\displaystyle q} здесь относится ко всей последовательности, а не к одному из её членов).
Относительно такой операции множество всех последовательностей Шеффера является неабелевой группой, но множество всех последовательностей Аппеля является абелевой подгруппой. Её абелевость следует из того, что каждая последовательность Аппеля имеет вид:
{\displaystyle p_{n}(x)=\left(\sum _{k=0}^{\infty }{\frac {c_{k}}{k!}}D^{k}\right)x^{n}},
и что теневое произведение последовательностей Аппеля соответствует умножению этих формальных степенных рядов от операторной переменной {\displaystyle D}.